# Качмари (Новояворовская городская община)
Качмари (укр. Качмарі) — село в Новояворовской городской общине Яворовского района Львовской области Украины.
Население по переписи 2001 года составляло 94 человека. Занимает площадь 5,07 км². Почтовый индекс — 81091. Телефонный код — 3259.